# 熔点测定管

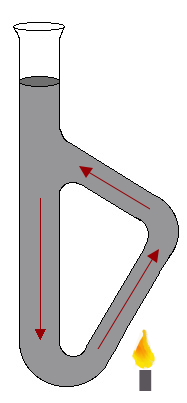
加热后的熔点测定管的对流方向

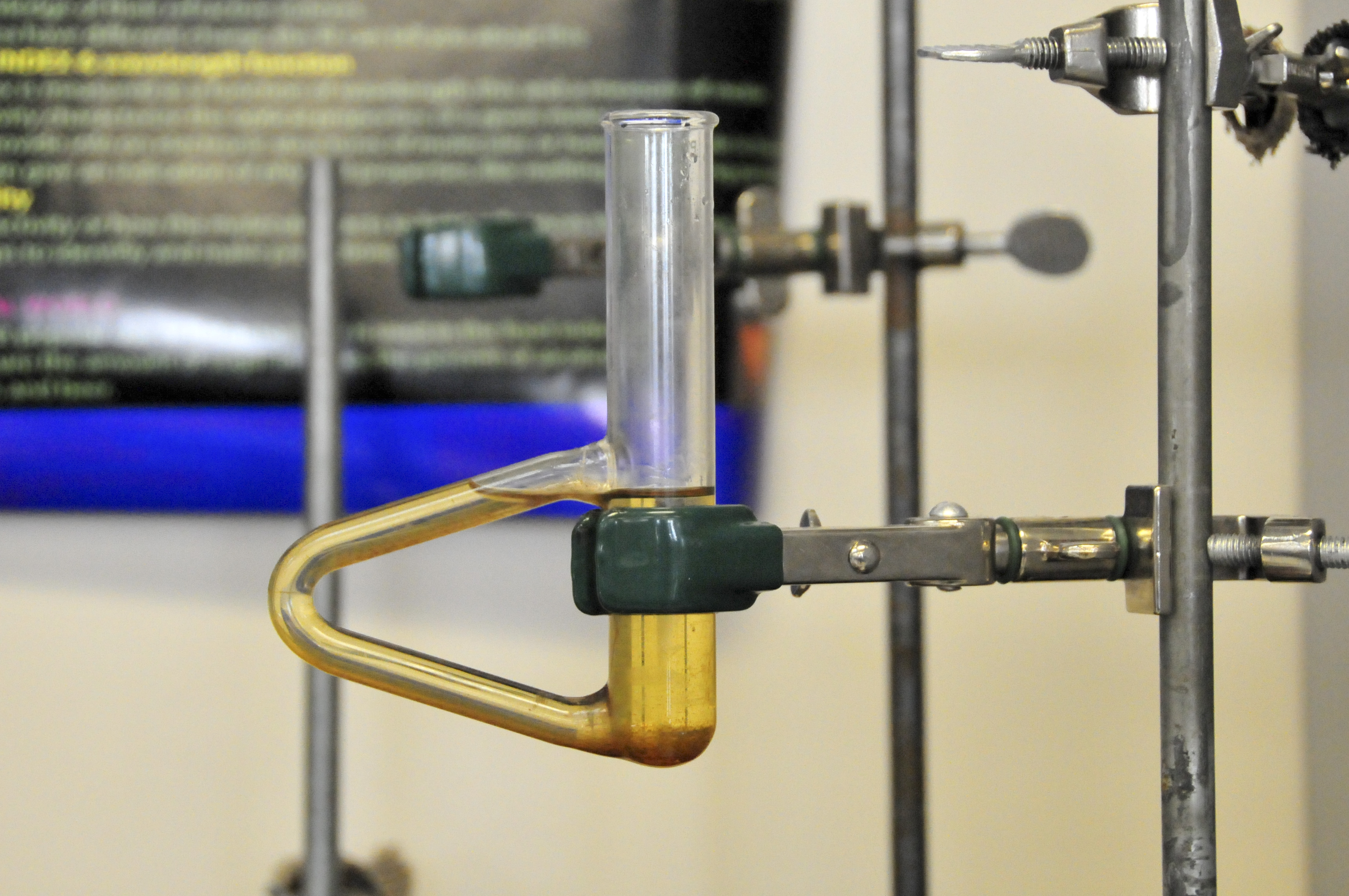
图示熔点测定管。油的高度稍微偏低是因为油在加热开始后会发生膨胀。

熔点测定管（Thiele tube）是一种实验室玻璃仪器，可用于测定液体熔点，它是以德国化学家约翰内斯·蒂勒（Johannes Thiele）的名字命名的。熔点测定管其他常用的名字有Thiele管、b形管、齐列熔点测定管、均热管，其他译名有齐列管、提氏管、提勒管、梯勒管、悌列管、蒂勒管等。

## 操作方法
将油倒入熔点测定管，用酒精灯或者其他加热仪器将“把手”加热，熔点测定管特定的形状将使油通过对流循环，从而将产生油浴效果，使各部分温度基本相同。

## 熔点测定
毛细管熔点测定法是实验室常用测定熔点的方法，另外还可以使用一些较为先进的熔点测定装置，如自动熔点测定仪和显微熔点测定仪。